# اکسو-سی‌بی‌اکس
اکسو-سی‌بی‌اکس (به انگلیسی: Exo-CBX)؛ کوتاه‌شدهٔ اکسو-چن‌بک‌شی (به کره‌ای: 엑소-첸백시، به انگلیسی: Exo-ChenBaekXi) اولین زیرمجموعهٔ رسمی گروه موسیقی اکسو می‌باشد. این گروه در سال ۲۰۱۶ و زیرنظر اس‌ام انترتینمنت شروع به‌کار کرد و متشکل از سه عضو اکسو، چن، بک‌هیون و شیومین است. اولین آلبوم چندآهنگهٔ این گروه، هی ماما!، در ۳۱ اکتبر ۲۰۱۶ منتشر شد.

## تاریخچه

### ۲۰۱۶: شکل‌گیری، آغاز به‌کار و هی ماما!
در ۲۹ ژوئیهٔ ۲۰۱۶، چن، بک‌هیون و شیومین در ویدئوی «آیدل‌های انباری» ظاهر شدند که این ویدئو درطول تور سیارهٔ اکسو ۳ – اکسو'ردیوم پخش شد. آن‌ها سپس قطعهٔ «برای تو» را منتشر کردند که به‌عنوان موسیقی متن مجموعهٔ تلویزیونی شبکهٔ اس‌بی‌اس، عاشقان ماه، در تاریخ ۲۳ اوت ۲۰۱۶ منتشر شد. در ۵ اکتبر، اس‌ام اینترتینمنت تشکیل اولین زیرمجموعهٔ اکسو را تأیید کرد. در ۲۳ اکتبر، برای نخستین بار به‌عنوان یک گروه، ترانهٔ «برای تو» را در جشنوارهٔ یک آسیای بوسان ۲۰۱۶ اجرا کردند. در ۲۴ اکتبر، عنوان گروه اکسو-سی‌بی‌اکس اعلام شد (کوتاه‌شدهٔ چن‌بک‌شی)، که برگرفته از اولین حرف نام هنری هر عضو بود.
در ۳۱ اکتبر، اکسو-سی‌بی‌اکس اولین آلبوم چندآهنگهٔ خود را با عنوان هی ماما! منتشر کرد، این آلبوم شامل پنج قطعه در سبک‌های رقص الکترونیک، آراندبی بالاد و رترو پاپ بود که به‌همراه موزیک ویدئویی با همین عنوان، منتشر شد. گروه در ۳ نوامبر، اولین اجرای خود را در ام کانت‌داون داشت. در ۶ نوامبر، ویدئوی «آیدل‌های انباری»، به‌طور رسمی به‌عنوان ویدئوی ترانهٔ «تک»، یکی از قطعات آلبوم، منتشر شد. هی ماما! در صدر جدول آلبوم‌های جهانی بیلبورد و جدول آلبوم‌های گائون جای گرفت. اکسو سی‌بی‌اکس در اواخر نوامبر، قطعهٔ «شکستت می‌دهم» را بازخوانی کرد که موسیقی متن بازی تیغه و روح بود. آن‌ها این ترانه را در ۱۸ نوامبر و در کنسرت ان-پاپ اجرا کردند که بخشی از مسابقات قهرمانی جهان ۲۰۱۶ تیغه و روح بود. در ۲۵ دسامبر، موزیک ویدئوی «شکستت می‌دهم» منتشر شد.

### ۲۰۱۸-اکنون: اولین تور ژاپن، روزهای پرشکوفه وجادو
اکسو-سی‌بی‌اکس در ژانویهٔ ۲۰۱۸ اعلام کرد که اولین تور ژاپنی خود را با عنوان «سیرک جادویی»، در ماه مه و ژوئن آغاز خواهد کرد. این تور شامل هشت کنسرت در چهار شهر یوکوهاما، فوکوئوکا، ناگویا و اوساکا بود. در ماه آوریل، دومین آلبوم چندآهنگهٔ گروه با عنوان روزهای پرشکوفه، منتشر شد. اولین آلبوم استودیویی ژاپنی سی‌بی‌اکس، جادو، در ۹ مه منتشر شد.
در فوریهٔ ۲۰۱۹ اعلام شد، نسخهٔ ویژهٔ تور ژاپنی «سیرک جادویی»، در ماه آوریل برگزار خواهد شد.

## ترانه‌شناسی

### آلبوم‌های استودیویی
| عنوان | جزئیات                                                                           | بالاترین موقعیت در جدول | بالاترین موقعیت در جدول | فروش                                              |
| عنوان | جزئیات                                                                           | ژاپن داغ                | ژاپن اریکن              | فروش                                              |
| ----- | -------------------------------------------------------------------------------- | ----------------------- | ----------------------- | ------------------------------------------------- |
| جادو  | - تاریخ انتشار: ۹ مه ۲۰۱۸ (ژاپن) - ناشر: اوکس تی‌رکس - قالب: سی‌دی، دانلود دیجیتال | ۳                       | ۱                       | - ژاپن: ۶۴٬۴۱۷+ (فیزیکی) - ژاپن: ۱٬۳۳۱+ (دیجیتال) |

### آلبوم‌های چندآهنگه
| عنوان          | جزئیات                                                                               | بالاترین موقعیت در جدول | بالاترین موقعیت در جدول | بالاترین موقعیت در جدول | بالاترین موقعیت در جدول | بالاترین موقعیت در جدول | بالاترین موقعیت در جدول | فروش                                                | گواهی‌نامه‌ها        |
| عنوان          | جزئیات                                                                               | کره                     | فرانسه                  | ژاپن                    | ژاپن                    | بریتانیا                | ایالات متحده            | فروش                                                | گواهی‌نامه‌ها        |
| عنوان          | جزئیات                                                                               | کره                     | فرانسه                  | داغ                     | اریکن                   | بریتانیا                | ایالات متحده            | فروش                                                | گواهی‌نامه‌ها        |
| -------------- | ------------------------------------------------------------------------------------ | ----------------------- | ----------------------- | ----------------------- | ----------------------- | ----------------------- | ----------------------- | --------------------------------------------------- | ------------------ |
| هی ماما!       | - انتشار: ۳۱ اکتبر ۲۰۱۶ (کره) - ناشر: اس.ام. انترتینمنت - قالب: سی‌دی، دانلود دیجیتال | ۱                       | —                       | ۱۵                      | ۱۴                      | —                       | ۱                       | - کره: ۲۹۳٬۸۹۷ - ژاپن: ۱۱٬۴۴۵ - ایالات متحده: ۲٬۰۰۰ | —                  |
| دختران         | - انتشار: ۲۴ مه ۲۰۱۷ (ژاپن) - ناشر: اوکس تی‌رکس - قالب: سی‌دی، دانلود دیجیتال          | —                       | —                       | ۲                       | ۲                       | —                       | —                       | - ژاپن: ۷۱٬۹۳۳                                      | —                  |
| روزهای پرشکوفه | - انتشار: ۱۰ آوریل ۲۰۱۸ (کره) - ناشر: اس‌ام انترتینمنت - قالب: سی‌دی، دانلود دیجیتال   | ۱                       | ۶۳                      | ۲۰                      | ۱۰                      | ۷۴                      | ۲                       | - کره: ۳۶۳٬۵۶۷ - چین: ۱۰۷٬۰۱۲ - ژاپن: ۱۳٬۵۱۳        | - کی‌ام‌سی‌ای: پلاتین |

## تورها
- سیرک جادویی (۲۰۱۸)

## واژه‌نامه
1. ↑  Reservoir Idols
2. ↑  For You
3. ↑  The One
4. ↑  Crush U
5. ↑  Magical Circus